# Agaon paradoxum
Agaon paradoxum is een vliesvleugelig insect uit de familie vijgenwespen (Agaonidae). De wetenschappelijke naam is voor het eerst geldig gepubliceerd in 1818 door Dalman.